# قائمة الدول حسب إنتاج الألماس
هذه قائمة البلدان حسب إنتاج ألماس في عام 2016 ، استنادا إلى إحصائيات المسح الجيولوجي البريطاني للمعادن المستخرجة لعام 2016.
| رتبة | الدولة/المنطقة              | إنتاج ألماس (مليون قيراط) في عام 2016 |
| ---- | --------------------------- | ------------------------------------- |
|      | العالم                      | 121.7                                 |
| 1    | روسيا                       | 40                                    |
| 2    | بوتسوانا                    | 20.9                                  |
| 3    | أستراليا                    | 13.9                                  |
| 4    | جمهورية الكونغو الديمقراطية | 12.3                                  |
| 5    | كندا                        | 11.1                                  |
| 6    | أنغولا                      | 9                                     |
| 7    | جنوب أفريقيا                | 8.4                                   |
| 8    | زيمبابوي                    | 2.1                                   |
| 9    | ناميبيا                     | 1.5                                   |
| 10   | سيراليون                    | 0.5                                   |
| -    | البلدان الأخرى              | 2                                     |